# トリーテイア

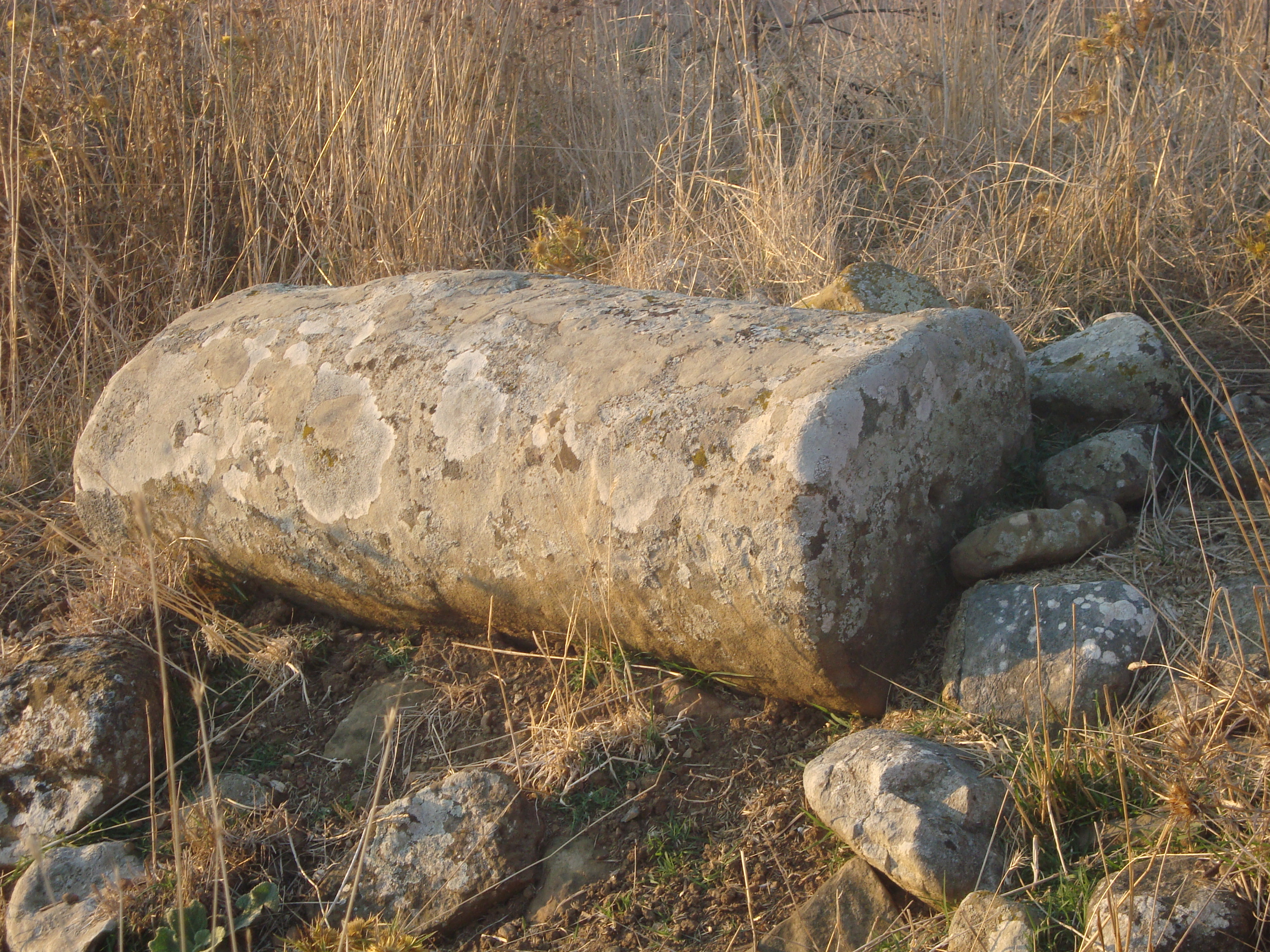
古代都市トリーテイアの遺跡。トリーテイアの子メラニッポスが創建したと伝えられる。

トリーテイア（古希: Τρίτεια, Trīteia）は、ギリシア神話の女性である。長音を省略してトリテイアとも表記される。海神トリートーンの娘で、女神アテーナーに女神官として仕えた後に、軍神アレースとの間に1子メラニッポスを生んだ。メラニッポスは長じて、アカイア地方に母の名前にちなんだ都市トリーテイアを創建した。トリーテイアでは伝統的にアレースとトリーテイアへの供儀が行なわれていた。